# إيناس عبد الدايم
إيناس عبد الدايم هي وزيرة الثقافة المصرية السابقة في حكومتي شريف إسماعيل ومصطفى مدبولي، ورئيسة دار الأوبرا المصرية حتى 2018، وهي عازفة فلوت عالمية.

## التأهيل العلمي
بدأت عبد الدايم دراستها في كونسرفتوار القاهرة، وبعد حصولها على البكالوريوس، سافرت في منحة دراسية إلى فرنسا حتى يناير عام 1990، فحصلت على الماجستير ثم الدكتوراة في آلة الفلوت من المدرسة العليا للموسيقى بباريس. وخلال فترة دراستها حصلت على الدبلوم العالي في آلة الفلوت عام 1984؛ والدبلوم العالي في الأداء لآلة الفلوت عام 1985، والدبلوم العالي لموسيقى الحجرة بالإجماع وإشادة لجنة التحكيم عام 1986، ثم الدبلوم العالي للعزف المنفرد في موسيقى الحجرة عام 1988، ثم الدكتوراة في آلة الفلوت من المدرسة العليا للموسيقى بباريس بتقدير امتياز مع مرتبة الشرف.

## التدرج المهني
تدرجت إيناس عبد الدايم في العديد من المناصب كرئيس هيئة المركز الثقافي القومي، ثم ترأست دار الأوبرا المصرية، وفي 14 يناير أدت اليمين الدستورية كوزيرة لثقافة مصر في وزارة شريف إسماعيل ثم وزارة مصطفى مدبولي.

## الأنشطة
قدمت إيناس عبد الدايم العديد من الحفلات منها: حفلات موسيقية في مناطق عديدة بفرنسا، بالإضافة إلى عدد من الحفلات مع أوركسترا اليونسكو الدولي بباريس وكذلك حفلات الصولو مع أوركسترا كونسرفاتوار القاهرة. كما قدمت العديد من الحفلات الصولو في عدة بلدان أوروبية وعربية مثل: تشيكوسلوفاكيا وإيطاليا وألمانيا وإسبانيا وبلغاريا واليابان والولايات المتحدة الأمريكية والمملكة المتحدة، بالإضافة إلى العديد من البرامج الإذاعية التي كان من أهمها في راديو فرانس بباريس، كما قامت بالاشتراك في تسجيل أعمال المؤلف المصري الراحل جمال عبد الرحيم في ألمانيا والقاهرة. وشاركت مع فريق كايرو ستيبس بالعزف في أوبرا فرانكفورت وأوبرا برلين.
حصلت على العديد من التقديرات والجوائز طوال مسيرتها الفنية منها الجائزة الأولى من اتحاد معاهد الموسيقى بفرنسا عام 1982، وشهادة تقدير في المسابقة العالمية للفلوت بمدينة كيبا باليابان؛ وجائزة أحسن عازفة بمهرجان كوريا الشمالية للفنون. كما قامت بتمثيل مصر في مهرجان أوركسترا البحر الأبيض المتوسط، بمارسيليا وكانت أول مصرية تشارك في هذا التجمع.
في 1999، قامت بتأسيس فصل دراسي لتعليم آلة الفلوت للأطفال في سن مبكرة لتنمية المواهب بدار الأوبرا المصرية، وأشرفت على العديد من الأبحاث العلمية للحصول على درجة الدكتوراة والماجستير في الفنون بالعديد من الجامعات والمعاهد المصرية، كما قامت بالمشاركة في إعداد المناهج الدراسية التعليمية في مصر وبعض البلدان العربية، وهي المستشار الفني لأوركسترا النور والأمل، وهي أوركسترا مصرية للكفيفات، وتسلمت إيناس عبد الدايم من وزير الخارجية الألماني هايكو ماس أطلس سديد الأثري في مؤتمر صحفي.
في 2018، عزفت إيناس عبد الدايم مع فريق كايرو ستيبس في حفلين بدار الأوبرا المصرية كأول وزير مصري يعزف أمام الجمهور في منصبه.

## التكريم والجوائز
حصلت إيناس عبد الدايم على العديد من الجوائز المحلية والعالمية منها:
- جائزة الدولة التشجيعية للفنون - جائزة أحسن عازفة.
- جائزة مهرجان كوريا الجنوبية للفنون.
- المركز الأول لاتحاد المعاهد الموسيقية بفرنسا عام 1982.
- شهادة تقدير من مهرجان كوبي الدولي لآلة الفلوت.[4]
- جائزة الجاز الذهبية الألمانية مع فريق كايرو ستيبس بقيادة باسم درويش عن ألبوم (Flying Carpet).[10][11]

## موقفها في حكم الإخوان المسلمين
لإيناس عبد الدايم تاريخ طويل في الصراع مع جماعة الإخوان المسلمين في فترة حكم الرئيس السابق محمد مرسي، فبعدما جاء علاء عبد العزيز وزير الثقافة الاسبق في حكومة هشام قنديل، فقام بإنهاء ندبها من رئاسة دار الأوبرا المصرية، فانطلقت شرارة اعتصام رموز المعارضة والمثقفين بمقر وزارة الثقافة بالزمالك، حتى تمت الإطاحة بنظام جماعة الإخوان في مظاهرات 30 يونيو وانقلاب 2013.